# Krasnodar
Krasnodar (tiếng Nga: Краснодар) là một thành phố ở miền Nam nước Nga, bên sông Kuban, cách cảng Novorossiysk ở biển Đen khoảng 80 km (50 dặm) về phía đông bắc. Đây là trung tâm hành chính của Vùng Krasnodar (còn gọi là Kuban).

## Lịch sử
Nguồn gốc của thành phố bắt đầu từ một pháo đài do người Cossack xây dựng để bảo vệ biên giới đế quốc và xác nhận sự chi phối của Nga đối với Circassia, nơi mà Thổ Nhĩ Kỳ Ottoman cũng đòi. Trong nửa đầu của thế kỷ XIX, Yekaterinodar phát triển thành một trung tâm sầm uất của người Cossack Kuban rồi được công nhận là thị trấn vào năm 1867. Vào năm 1888, có khoảng 45.000 người sống trong thành phố và nó đã trở thành một trung tâm thương mại quan trọng của miền Nam nước Nga. Năm 1897, một đài kỷ niệm 200 năm lịch sử cũ của chủ nhà Cossack Kuban được xây dựng ở Yekaterinodar.
Trong cuộc nội chiến Nga, thành phố đổi chủ nhiều lần giữa Hồng quân và Quân Tình nguyện. Nhiều người Cossack Kuban đã cam kết chống lại những người Bolshevik, ủng hộ phong trào Bạch vệ. Lavr Kornilov, một vị tướng Bạch vệ, chiếm được thành phố vào ngày 10 tháng 4 năm 1918, nhưng rồi chỉ một tuần sau bị giết chết khi một quả đạn pháp của phe Bolshevik bắn trúng và làm nổ tung trang trại nơi ông đặt bộ chỉ huy.
Trong chiến tranh thế giới II, Krasnodar bị quân Đức chiếm từ ngày 12 tháng 8 năm 1942 đến 12 tháng 2 năm 1943. Thành phố chịu thiệt hại nặng nề trong cuộc chiến, nhưng được xây dựng lại và đổi mới sau chiến tranh.
Trong mùa hè năm 1943, Liên Xô bắt đầu xét xử các công dân của mình tội thông đồng với Đức quốc xã và dính líu vào các tội ác chiến tranh. Các cuộc xét xử đầu tiên được tổ chức tại Krasnodar ngày 14-17 tháng 7 năm 1943. Tòa án Krasnodar đã tuyên 8 người án tử hình và cho hành quyết tại quảng trường thành phố trước một đám đông khoảng 30.000 người.

## Khí hậu
| Dữ liệu khí hậu của Krasnodar           | Dữ liệu khí hậu của Krasnodar | Dữ liệu khí hậu của Krasnodar | Dữ liệu khí hậu của Krasnodar | Dữ liệu khí hậu của Krasnodar | Dữ liệu khí hậu của Krasnodar | Dữ liệu khí hậu của Krasnodar | Dữ liệu khí hậu của Krasnodar | Dữ liệu khí hậu của Krasnodar | Dữ liệu khí hậu của Krasnodar | Dữ liệu khí hậu của Krasnodar | Dữ liệu khí hậu của Krasnodar | Dữ liệu khí hậu của Krasnodar | Dữ liệu khí hậu của Krasnodar |
| Tháng                                   | 1                             | 2                             | 3                             | 4                             | 5                             | 6                             | 7                             | 8                             | 9                             | 10                            | 11                            | 12                            | Năm                           |
| --------------------------------------- | ----------------------------- | ----------------------------- | ----------------------------- | ----------------------------- | ----------------------------- | ----------------------------- | ----------------------------- | ----------------------------- | ----------------------------- | ----------------------------- | ----------------------------- | ----------------------------- | ----------------------------- |
| Cao kỉ lục °C (°F)                      | 20.8 (69.4)                   | 22.2 (72.0)                   | 28.5 (83.3)                   | 34.7 (94.5)                   | 35.1 (95.2)                   | 37.5 (99.5)                   | 40.7 (105.3)                  | 40.0 (104.0)                  | 38.5 (101.3)                  | 33.9 (93.0)                   | 27.4 (81.3)                   | 23.0 (73.4)                   | 40.7 (105.3)                  |
| Trung bình ngày tối đa °C (°F)          | 4.4 (39.9)                    | 5.7 (42.3)                    | 10.7 (51.3)                   | 18.0 (64.4)                   | 23.2 (73.8)                   | 27.1 (80.8)                   | 30.2 (86.4)                   | 30.2 (86.4)                   | 24.9 (76.8)                   | 18.1 (64.6)                   | 10.7 (51.3)                   | 5.8 (42.4)                    | 17.4 (63.3)                   |
| Trung bình ngày °C (°F)                 | 0.6 (33.1)                    | 1.1 (34.0)                    | 5.5 (41.9)                    | 12.2 (54.0)                   | 17.2 (63.0)                   | 21.3 (70.3)                   | 24.1 (75.4)                   | 23.7 (74.7)                   | 18.5 (65.3)                   | 12.3 (54.1)                   | 6.1 (43.0)                    | 2.1 (35.8)                    | 12.1 (53.8)                   |
| Tối thiểu trung bình ngày °C (°F)       | −2.2 (28.0)                   | −2.3 (27.9)                   | 1.8 (35.2)                    | 7.6 (45.7)                    | 12.2 (54.0)                   | 16.4 (61.5)                   | 18.7 (65.7)                   | 18.0 (64.4)                   | 13.3 (55.9)                   | 7.9 (46.2)                    | 2.8 (37.0)                    | −0.7 (30.7)                   | 7.8 (46.0)                    |
| Thấp kỉ lục °C (°F)                     | −32.9 (−27.2)                 | −29.8 (−21.6)                 | −25.6 (−14.1)                 | −5.6 (21.9)                   | −1.2 (29.8)                   | 4.2 (39.6)                    | 9.5 (49.1)                    | 3.9 (39.0)                    | −2.2 (28.0)                   | −9.9 (14.2)                   | −20.4 (−4.7)                  | −27.6 (−17.7)                 | −32.9 (−27.2)                 |
| Lượng Giáng thủy trung bình mm (inches) | 66 (2.6)                      | 54 (2.1)                      | 58 (2.3)                      | 51 (2.0)                      | 68 (2.7)                      | 86 (3.4)                      | 56 (2.2)                      | 44 (1.7)                      | 46 (1.8)                      | 56 (2.2)                      | 73 (2.9)                      | 77 (3.0)                      | 735 (28.9)                    |
| Số ngày mưa trung bình                  | 13                            | 11                            | 14                            | 15                            | 14                            | 14                            | 10                            | 8                             | 10                            | 12                            | 14                            | 15                            | 150                           |
| Số ngày tuyết rơi trung bình            | 11                            | 10                            | 6                             | 0.3                           | 0                             | 0                             | 0                             | 0                             | 0                             | 0                             | 3                             | 9                             | 39                            |
| Độ ẩm tương đối trung bình (%)          | 81                            | 76                            | 72                            | 66                            | 66                            | 68                            | 63                            | 62                            | 68                            | 75                            | 81                            | 82                            | 72                            |
| Số giờ nắng trung bình tháng            | 71                            | 84                            | 136                           | 181                           | 247                           | 277                           | 303                           | 286                           | 238                           | 173                           | 88                            | 55                            | 2.139                         |
| Nguồn 1: Pogoda.ru.net                  |                               |                               |                               |                               |                               |                               |                               |                               |                               |                               |                               |                               |                               |
| Nguồn 2: NOAA (nắng, 1961–1990)         |                               |                               |                               |                               |                               |                               |                               |                               |                               |                               |                               |                               |                               |

## Liên kết
- Official website of Krasnodar City Administration and City Duma Lưu trữ ngày 18 tháng 12 năm 2020 tại Wayback Machine
- Krasnodar photographs Lưu trữ ngày 5 tháng 12 năm 2012 tại archive.today
- Krasnodar news